# Burnham Norton
Burnham Norton – wieś w Anglii, w hrabstwie Norfolk, w dystrykcie King’s Lynn and West Norfolk. Leży 54 km na północny zachód od Norwich i 172 km na północ od Londynu.
Miejscowość liczy 76 mieszkańców.